# 菲氏管鼻蝠
菲氏管鼻蝠（学名：Murina feae），一种分布于东南亚中南半岛及中国南方等地区的蝙蝠，隶属于蝙蝠科管鼻蝠属。2012年有学者认为烟灰管鼻蝠（Murina cineracea）是本种的同物异名。

## 形态特征
菲氏管鼻蝠前臂长27.5～32.8毫米，颅全长15.06～16.5毫米。翼膜延至第一趾中部。背毛基部黑色、中部浅灰色、毛尖深灰褐色，使背部整体毛色呈灰褐色。腹部呈灰白色，腹毛基部黑色或灰黑色、毛尖银白色。